# Callobius nomeus
Callobius nomeus es una especie de araña araneomorfa del género Callobius,  familia Amaurobiidae. Fue descrita científicamente por Chamberlin en 1919.
Se distribuye por Canadá y los Estados Unidos. La especie se mantiene activa durante los meses de enero, febrero, mayo, junio, julio, agosto, septiembre y octubre.